# عباس بن نخي
عباس حسين عبد الله علي بن نخي من الشخصيات الكويتية البارزة على الساحة الشيعية.

## ولادته - نشأته- إسهاماته
- ولد في الكويت عام 1957 وترعرع فيها
- هاجر إلى إيران في مطلع الثمانينات (1983)
- استقر في مدينة قم طلبا للعلوم الدينية وقد نشط على الساحة السياسية في تلك الفترة
- أول من وقف ضد افكار السيد محمد حسين فضل الله وسعى في إصدار فتاوي من اقطاب الحوزة العلمية في قم ضده
- اعنقل بعد معارضته لقانون النظام بمنع التطبير الذي صدر بعد وفاة الامام الخميني.
- بعد عودته من إيران إلى الكويت (1998) نشط على الساحة الدينية والأدبية الشيعية واعتزل العمل السياسي
- هو وكيل لأغلب مراجع الشيعة من قبيل الامام الخميني والميرزا التبريزي والسيد السيستاني والوحيد الخراساني والسيد محمد سعيد الحكيم.

## مؤلفات وكتب مترجمة
1. سلسلة: من هموم الحركة الإسلامية الشيعية
2. الغيبة والتغيب: من هموم الحركة الإسلامية الشيعية
3. البروتستانتية الشيعية: دراسة في التحولات الواقعة على الساحة الشيعية
4. ريح يوسف: مجموعة من المقالات المنشورة على صفحات الجرائد الكويتية وآخرى منعت، وهي تناقش الدور الإيراني في المنطقة وكيف تسعى إيران إلى تسيس الدين وقيادة الشيعة لمصلحتها في المنطقة. هي بالتحديد انتقادات موجه للخامنئي تحديدا والنقلة التي قام بها بعد وفاة الامام الخميني
5. الوصايا العشر في إقامة وحضور مجالس العزاء: عبارة عن وصايا كتبها المؤلف لابنه «عبد الزهراء» يبين فيها آداب حضور المجالس الحسينية وأصول إقامتها ويحثه وينبهه على إقامة الشعائر الحسينية على أسس سليمة
6. مواصفات المرجع الديني، من الفقه إلى الفكر: كتاب يتناول الشرائط التي يجب توفرها في المرجع المقلد، في سياق يدين الخلط والفوضى التي تعم ساحة الإفتاء والمرجعية واستقاء المعارف الدينية والأحكام الشرعية، جراء ما تقوم به أحزاب وجماعات منحرفة، وفرق ضالة، وفئات متمصلحة ومسترزقة، وأيد أخرى خفية، لصالح مرجعيات مزيفة، ادعت المقام وانتحلت الصفة، ويسلط الضوء على مفارقات تسقطهم، وتعري زيفهم، وتكشف عدم أهليتهم، وما يمارسون من خداع وإغواء وشيطنة.

### كتب مترجمة منها
1. آية التطهير روؤية مبتكرة: تأليف آية الله العظمى الشيخ اللنكراني
2. مقتطفات ولائية: تأليف آية الله العظمى الشيخ الوحيد الخراساني

### الأعمال الأدبية
هذا إلى جانب الأعمال الأدبية كالقصص والروايات
1. من اعمالة الأخيرة رواية بعنوان القربان

إلى جانب رواية بعنوان ثلاثية الثمن
وصدر له حديثا رواية بعنوان الطريق إلى الجزيرة الخضراء

## النهج السياسي
يؤيد النهج الإصلاحي على الصعيد السياسي دون الديني، لذا قصد معارضة الخامنئي بشدة ويراه غير مستوف لشروط الفقاهة والعدالة وبالتالي القيادة وولاية الفقيه فضلاً عن المرجعية، هنا فهو يصطف مع معارضة نظام الحكم في إيران. ويدعو إلى التدين التقليدي الذي يفصل الفكر والسلوك الديني عن الأداء السياسي العابث الذي يحكم الساحة الإسلامية اليوم.

## روابط خارجية
بقلم | عباس بن نخي
https://abbasbennakhi.wordpress.com/